# Vegard Skogheim
Vegard Skogheim (Hamar, 28 aprile 1966) è un allenatore di calcio ed ex calciatore norvegese, di ruolo centrocampista.

## Carriera

### Giocatore

#### Club
Skogheim giocò, in carriera, per lo HamKam, per il Werder Brema e per il Viking. Totalizzò 197 incontri e 36 gol nella massima divisione norvegese.

#### Nazionale
Skogheim giocò 18 partite per la Norvegia under 21, con una rete all'attivo. Debuttò il 23 maggio 1984, nella vittoria per 2-1 sull'Ungheria under 21. Il 12 novembre 1985 segnò l'unica rete, nel pareggio per 1-1 contro la Svizzera under 21.
Giocò poi 13 partite per la Nazionale maggiore norvegese, realizzando anche un gol. Esordì il 17 dicembre 1984, nella vittoria in amichevole per 1-0 contro l'Egitto: subentrò a Åge Hareide. Il 26 febbraio 1986 andò a segno nella sfida contro Grenada, vinta per 2-1.

### Allenatore
Iniziò la carriera di allenatore nel 2001, guidando il Brumunddal. Nel 2002 ricoprì lo stesso incarico, ma al Lillehammer.
Dal 2004 al 2006 fu il tecnico del Kongsvinger. Dopo quest'esperienza, passò allo HamKam. Il 23 aprile 2014, rassegnò le dimissioni. Il 20 novembre 2015 venne nominato nuovo allenatore dell'Ullensaker/Kisa, legandosi con un contratto triennale valido a partire dal 1º gennaio 2016.

## Statistiche

### Cronologia presenze e reti in Nazionale
| Cronologia completa delle presenze e delle reti in nazionale ― Norvegia | Cronologia completa delle presenze e delle reti in nazionale ― Norvegia | Cronologia completa delle presenze e delle reti in nazionale ― Norvegia | Cronologia completa delle presenze e delle reti in nazionale ― Norvegia | Cronologia completa delle presenze e delle reti in nazionale ― Norvegia | Cronologia completa delle presenze e delle reti in nazionale ― Norvegia | Cronologia completa delle presenze e delle reti in nazionale ― Norvegia | Cronologia completa delle presenze e delle reti in nazionale ― Norvegia |
| Data                                                                    | Città                                                                   | In casa                                                                 | Risultato                                                               | Ospiti                                                                  | Competizione                                                            | Reti                                                                    | Note                                                                    |
| ----------------------------------------------------------------------- | ----------------------------------------------------------------------- | ----------------------------------------------------------------------- | ----------------------------------------------------------------------- | ----------------------------------------------------------------------- | ----------------------------------------------------------------------- | ----------------------------------------------------------------------- | ----------------------------------------------------------------------- |
| 17-12-1984                                                              | Il Cairo                                                                | Egitto                                                                  | 0 – 1                                                                   | Norvegia                                                                | Amichevole                                                              | -                                                                       | 55’                                                                     |
| 26-2-1986                                                               | Saint George's                                                          | Grenada                                                                 | 1 – 2                                                                   | Norvegia                                                                | Amichevole                                                              | 1                                                                       |                                                                         |
| 20-8-1986                                                               | Oslo                                                                    | Norvegia                                                                | 2 – 2                                                                   | Romania                                                                 | Amichevole                                                              | -                                                                       | 46’                                                                     |
| 14-10-1986                                                              | Oslo                                                                    | Norvegia                                                                | 0 – 0                                                                   | Unione Sovietica                                                        | Qual. Olimpiadi 1988                                                    | -                                                                       |                                                                         |
| 8-11-1986                                                               | Lucerna                                                                 | Svizzera                                                                | 1 – 0                                                                   | Norvegia                                                                | Amichevole                                                              | -                                                                       | 46’                                                                     |
| 6-5-1987                                                                | Moss                                                                    | Norvegia                                                                | 1 – 1                                                                   | Turchia                                                                 | Qual. Olimpiadi 1988                                                    | -                                                                       |                                                                         |
| 26-5-1987                                                               | Trondheim                                                               | Norvegia                                                                | 1 – 1                                                                   | Bulgaria                                                                | Qual. Olimpiadi 1988                                                    | -                                                                       | 90’                                                                     |
| 12-8-1987                                                               | Mosca                                                                   | Unione Sovietica                                                        | 1 – 0                                                                   | Norvegia                                                                | Qual. Olimpiadi 1988                                                    | -                                                                       |                                                                         |
| 26-8-1987                                                               | Trondheim                                                               | Norvegia                                                                | 0 – 0                                                                   | Svizzera                                                                | Qual. Olimpiadi 1988                                                    | -                                                                       |                                                                         |
| 9-9-1987                                                                | Reykjavík                                                               | Islanda                                                                 | 2 – 1                                                                   | Norvegia                                                                | Qual. Euro 1988                                                         | -                                                                       | 75’                                                                     |
| 23-9-1987                                                               | Oslo                                                                    | Norvegia                                                                | 0 – 1                                                                   | Islanda                                                                 | Qual. Euro 1988                                                         | -                                                                       | 46’                                                                     |
| 14-10-1987                                                              | Parigi                                                                  | Francia                                                                 | 1 – 1                                                                   | Norvegia                                                                | Qual. Euro 1988                                                         | -                                                                       | 79’                                                                     |
| 4-2-1992                                                                | Hamilton                                                                | Bermuda                                                                 | 1 – 3                                                                   | Norvegia                                                                | Amichevole                                                              | -                                                                       |                                                                         |
| Totale                                                                  |                                                                         | Presenze                                                                | 13                                                                      |                                                                         | Reti                                                                    | 1                                                                       |                                                                         |

## Palmarès

### Giocatore

#### Competizioni nazionali
- Supercoppa di Germania: 1

Werder Brema: 1988

### Allenatore

#### Competizioni nazionali
- 2. divisjon: 1

Kongsvinger: 2003 (gruppo 2)